# Anaxandra (krater)
Anaxandra är en nedslagskrater med en diameter på 20 kilometer, på planeten Venus. Anaxandra har fått sitt namn efter den grekiska konstnären Anaxandra.